# Alberto Hidalgo Tuñón
Alberto Hidalgo Tuñón (Oviedo, 1946) es un filósofo, profesor y catedrático jubilado de la Universidad de Oviedo.
Fue presidente de la Sociedad Asturiana de Filosofía entre los años 1981 y 2000. Además, fundó la organización Movimiento por la Paz, el Desarme y la Libertad en Asturias, de la que fue presidente hasta 2002. Es asimismo miembro de la Junta directiva del Instituto de Estudios para la Paz y la Cooperación, así como del consejo de redacción de la revista de filosofía Eikasia.

## Biografía
Nació en la plaza de Trascorrales de Oviedo. Su padre tenía una lechería y posteriormente se dedicó a la albañilería y a la pintura. Su madre era modista. Era el segundo de tres hermanos: Marciano, Alberto y Javier Benjamín.
Se licenció en Filosofía en la Universidad de Valencia en el año 1972. Desde 1975 y hasta 1992 trabajó como profesor de Bachillerato y COU en distintos centros públicos de Avilés y Oviedo. Compatibilizó estos trabajos con distintas clases en la universidad hasta que en 1992 pasó a dedicarse exclusivamente a estas últimas, donde impartió docencia sobre todo de Sociología del conocimiento. Además, desde 1981 y hasta el año 2000 fue presidente de la Sociedad Asturiana de Filosofía. En 2005 tomó parte en la fundación de Eikasia. Revista de Filosofía. Además, fue miembro de distintos jurados de las Olimpiadas de Filosofía de Asturias.
En 1990 se doctoró con una tesis titulada Gnoseología de las Ciencias de la Organización Administrativa. La Organización de la ciencia y la ciencia de la organización. En 2003 obtuvo la cátedra de Historia de la Filosofía Contemporánea de la Universidad de La Coruña.
El 4 de mayo de 2017 impartió su última clase antes de jubilarse, que llevó por título La antropología no escrita de Alberto Cardín y dedicada a este último.

## Obra
Hidalgo Tuñón ha propuesto una lectura materialista de la Fenomenología, que concluye en el materialismo fenomenológico. Este materialismo fenomenológico estaría orientado por la obra de Marc Richir.